# O Batismo de Cristo
O Batismo de Cristo de Verrocchio, é o primeiro trabalho importante de Leonardo da Vinci como aprendiz. Fez a pintura junto com seu mestre Verrocchio.
O anjo da esquerda que segura alguma roupa, é totalmente seu, bem como as pernas de Cristo. Tais o que elementos são facilmente atribuídos a Leonardo ao compará-los com os demais elementos da obra, através das técnicas utilizadas por ele como o sfumato e a ausência de linhas para delinear os contornos dos elementos. Tais fatos foram verificados através de uma análise feita com raio X, constatando que esses elementos foram pintados com camadas de tinta a óleo, comumente usada por da Vinci nesse período, diferentemente de Verrocchio que usava pigmentos de tinta solúveis em água. Alguns autores dizem que o pássaro também poderia ser de sua autoria.
O maior de todos os historiadores da Renascença, Giorgio Vasari, e da mesma época de Leonardo, afirma que Verrocchio, mestre de Leonardo, acabou desgostoso com a arte de pintar, ao sentir-se ultrapassado pelo próprio aprendiz(há quem diga mesmo que Verrocchio quebrou os seus pinceis à frente de todos os seus aprendizes prometendo nunca mais voltar a pintar.). Verrocchio exerceu sobre Leonardo profunda influência, a qual, embora pouco artisticamente, foi bastante marcante na parte intelectual.
Para essa pintura, Verrocchio contou com a colaboração de Botticelli e de um Leonardo adolescente. Esse se dedicou a retocar parte do corpo de Cristo e a paisagem e a pintar o anjo ajoelhado que segura as vestimentas. O estilo de Da Vinci é perceptível ao simples olhar pela intensidade das cores e, de modo mais determinante, pelo dinamismo que consegue imprimir à figura do anjo e pelas subtonalidades da paisagem.
Depois de sua viagem a Veneza para acompanhar o seu mestre, Leonardo havia entendido os arcana mundi - os mistérios do mundo - e os códigos visíveis e invisíveis da natureza, além de refletir sobre esses aspéctos. Tais reflexões se fazem patentes na concepção da paisagem de Batismo de Cristo.
Os anjos expressam as diferenças estéticas de Verrocchio e Leonardo. O anjo do mestre olha com estranheza o do discípulo, cujo dinamismo contrasta com a rigidez daquele. Além disso, o anjo de Leonardo se distingue pela elegância; sobre ele desliza uma luz que põe em relevo os vincos rígidos e delicados da vestimenta e as ondas da cabeleira dourada.